# Джулайка
Джулайка — ботанічний заказник місцевого значення, об'єкт природно-заповідного фонду України. Створений рішенням Черкаської обласної ради від 17.08.2004 № 17-6/ІУ з метою охорони та збереження рідкісних степових рослинних угруповань і видів рослин.

## Розташування
Розташований у Золотоніському районі Черкаської області, на землях Іркліївської сільської громади, в 23 виділі 48 кварталу Великобурімського лісництва Золотоніського ДЛГ. Територія заказника знаходиться в долині Дніпра (Лівобережжя), на стрімкому схилі лесової тераси. Після створення каскаду Дніпровського каскаду ГЕС заплава і борова тераса на цьому рівні зайняті Кременчуцьким водосховищем, а схил лесової тераси став лівим берегом Кременчуцького водосховища.

## Характеристика
Схил порізаний ярами, його ґрунтовий покрив складають змиті чорноземи. Більша частина території заказника терасована і штучно заліснена широколистяними породами дерев, в тому числі інтродукованими (робінія звичайна). Ділянка збереженої степової рослинності представлена рідкісним угрупованням Зеленої книги України — угруповання формації мигдалю низького (Amygdaleta nanae): волосистоковилово — низькомигдалева асоціація (Amygdaletum (nanae) stiposum (capillatae)) на північній межі поширення. Тут зростають види рослин, занесені до Червоної книги України (сон лучний, горицвіт весняний, ковила волосиста, астрагал шерстистоквітковий) та рідкісні для Черкаської області (півники карликові, ефедра двоколоса, шавлія поникла, гіацинтик блідий). У підніжжя степової ділянки зростає старий абрикосовий сад.

## Режим території
Землекористувач — Великобурімське лісництво Золотоніського ДЛГ — забезпечує режим території.
На території заказника забороняється:
- будь-яке будівництво (споруд, доріг, трубопроводів, ліній електропередач та інших комунікацій);
- вилучення в постійне або тимчасове користування земельних ділянок;
- сінокосіння, випас худоби та її прогін через територію заказника;
- влаштування місць відпочинку та розкладання вогнищ;
- збір лікарських та інших рослин, заготівля кормових трав, квітів, насіння, інші види користування рослинним світом, що призводять до порушень природних комплексів;
- проїзд та стоянка на території заказника всіх видів транспорту.

Господарська, наукова та інша діяльність, що не супуречить цілям і завданням заказника, проводиться з додержанням загальних вимог щодо охорони навколишнього природного середовища.

## Краєвиди урочища Джулайка

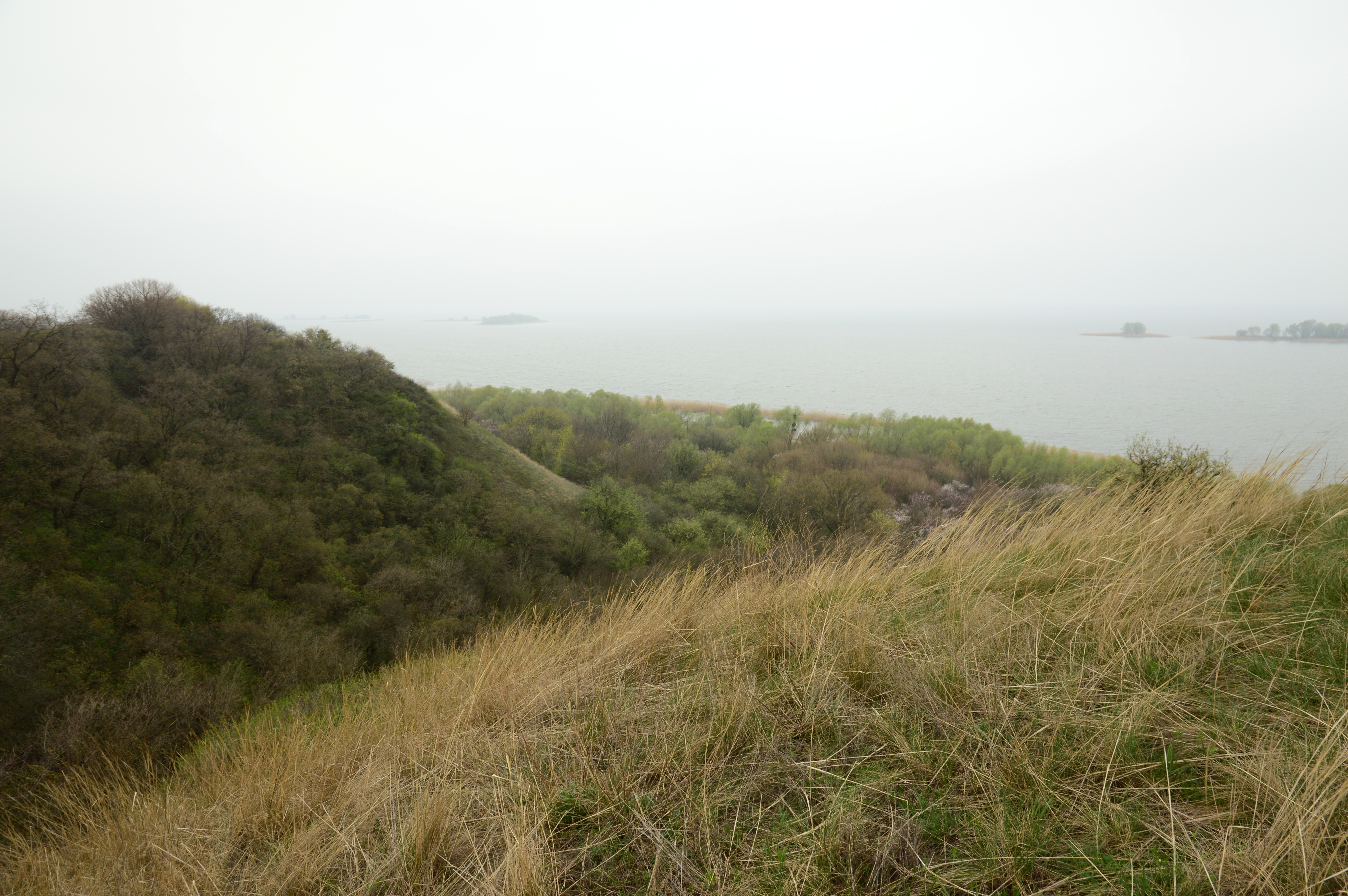
Вид з кургана на водосховище
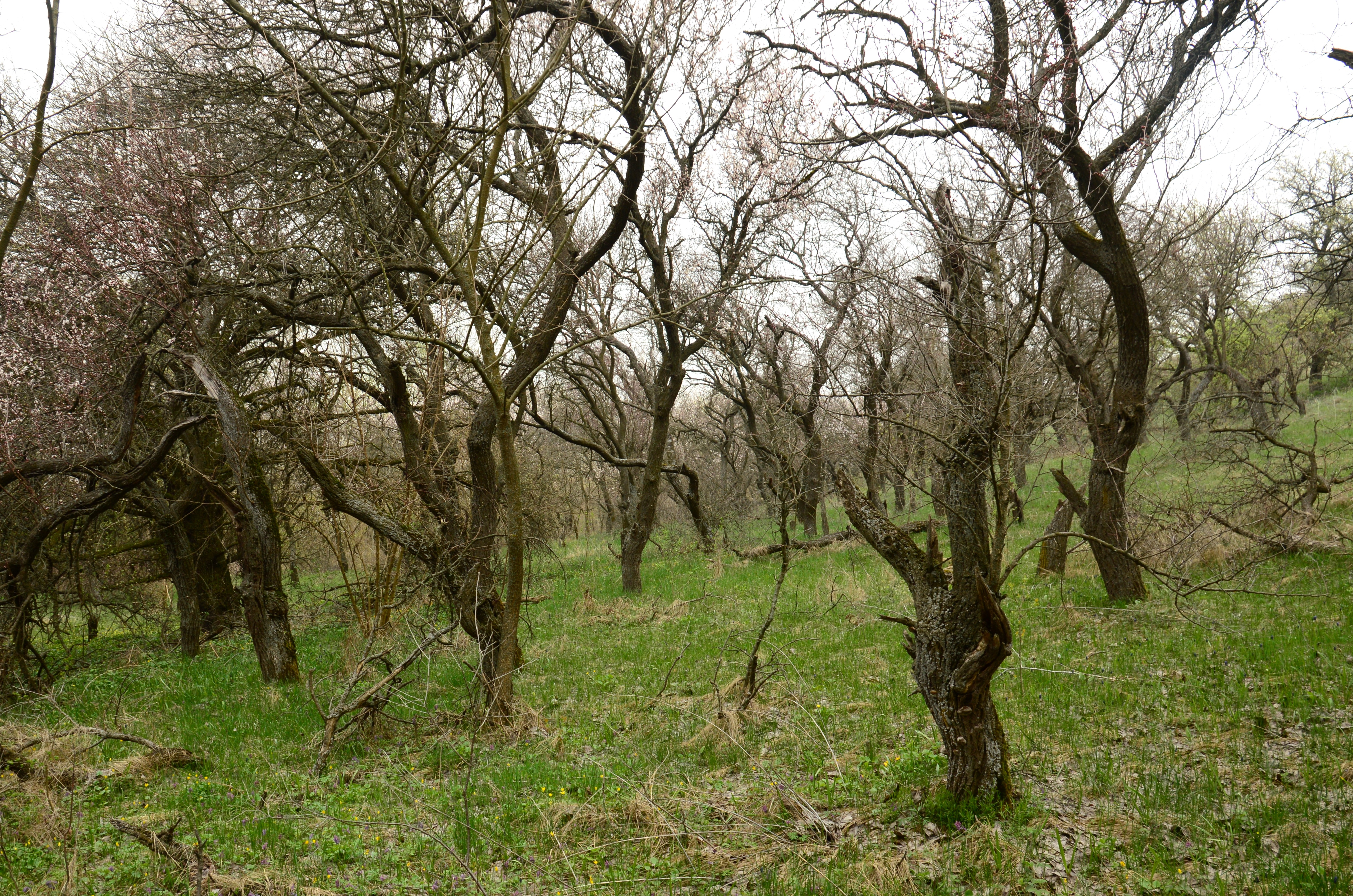
Закинутий сад
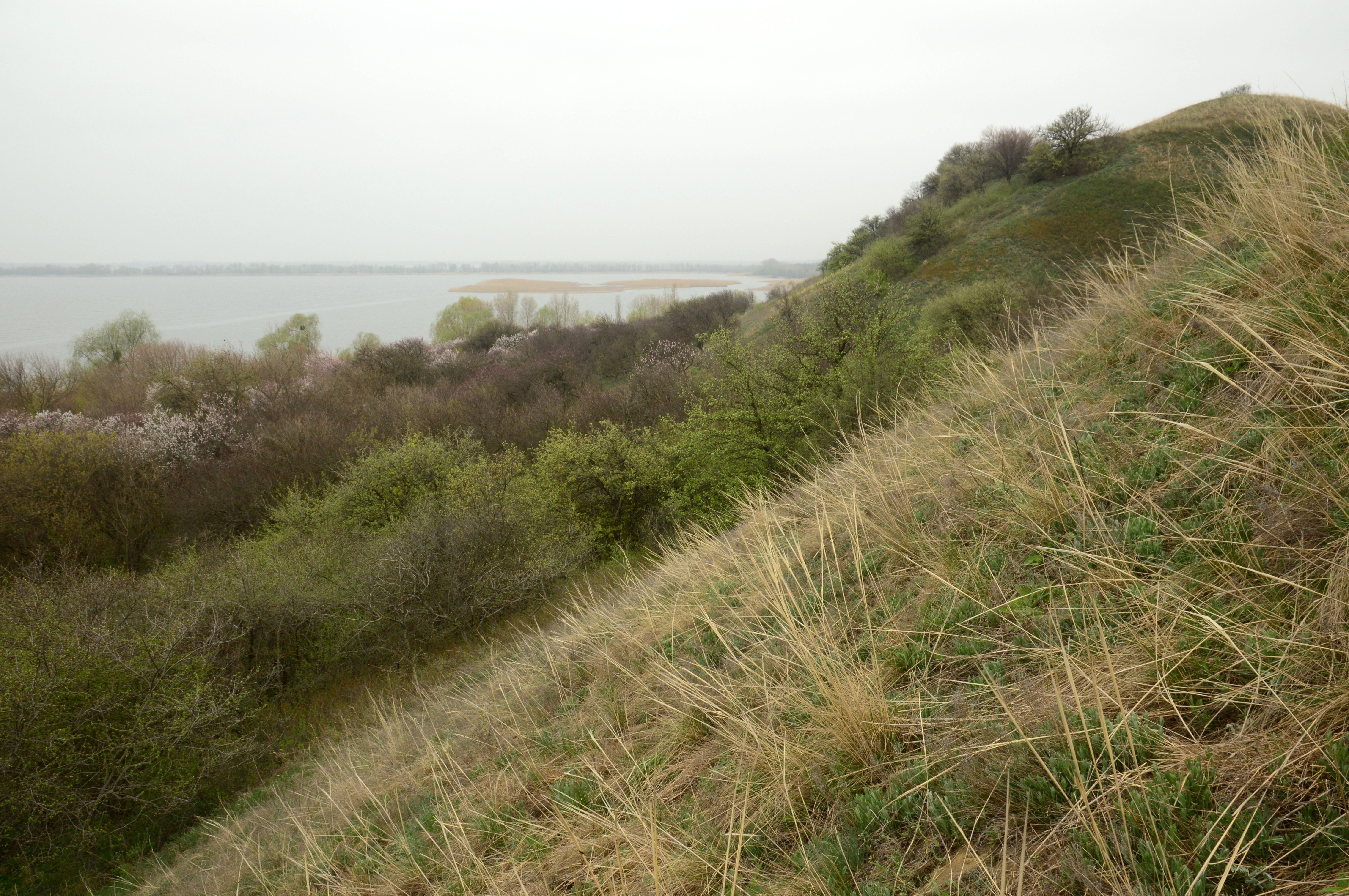
Весна в урочищі Джулайка
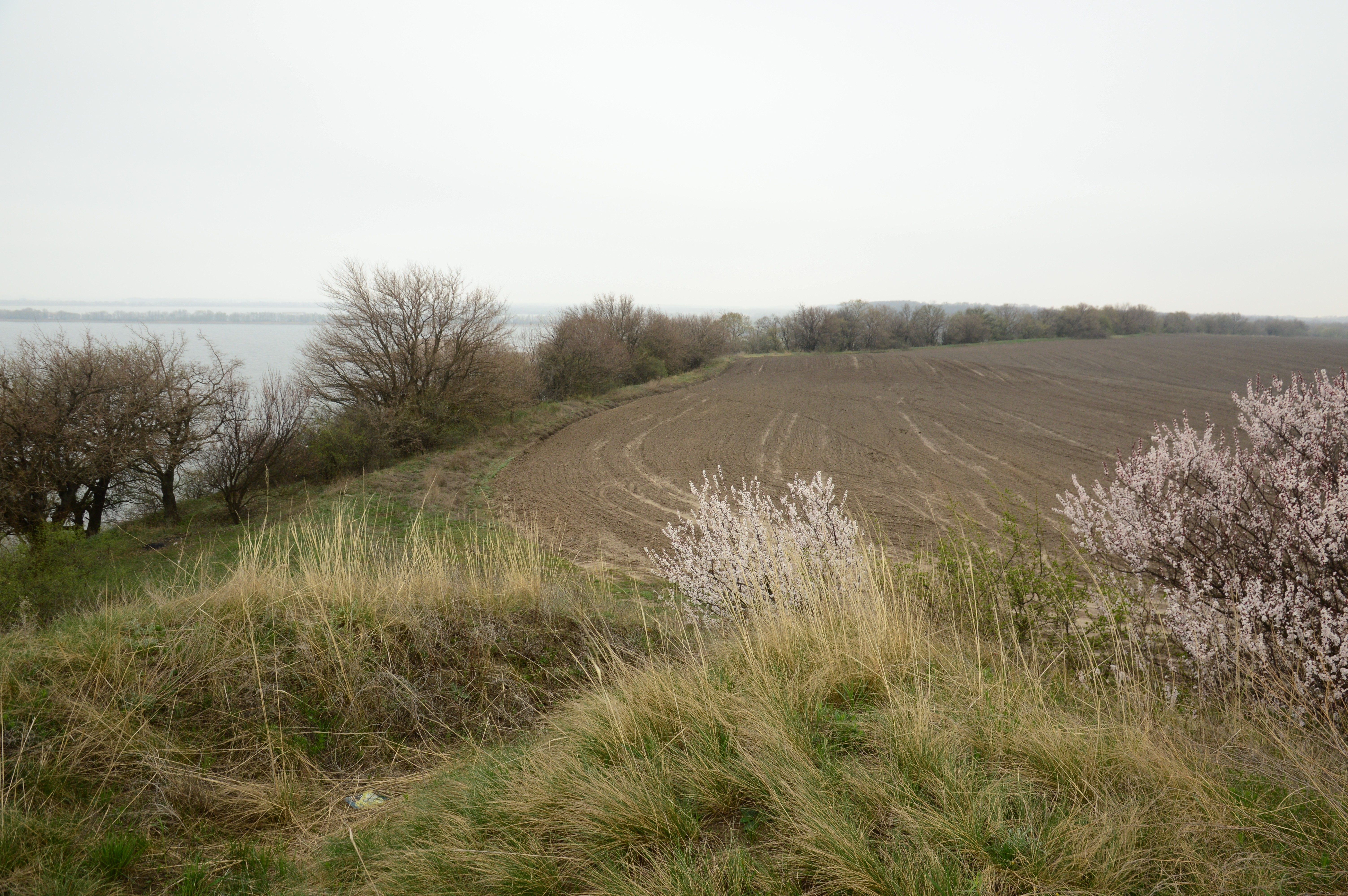
Межа урочища Джулайка з полем
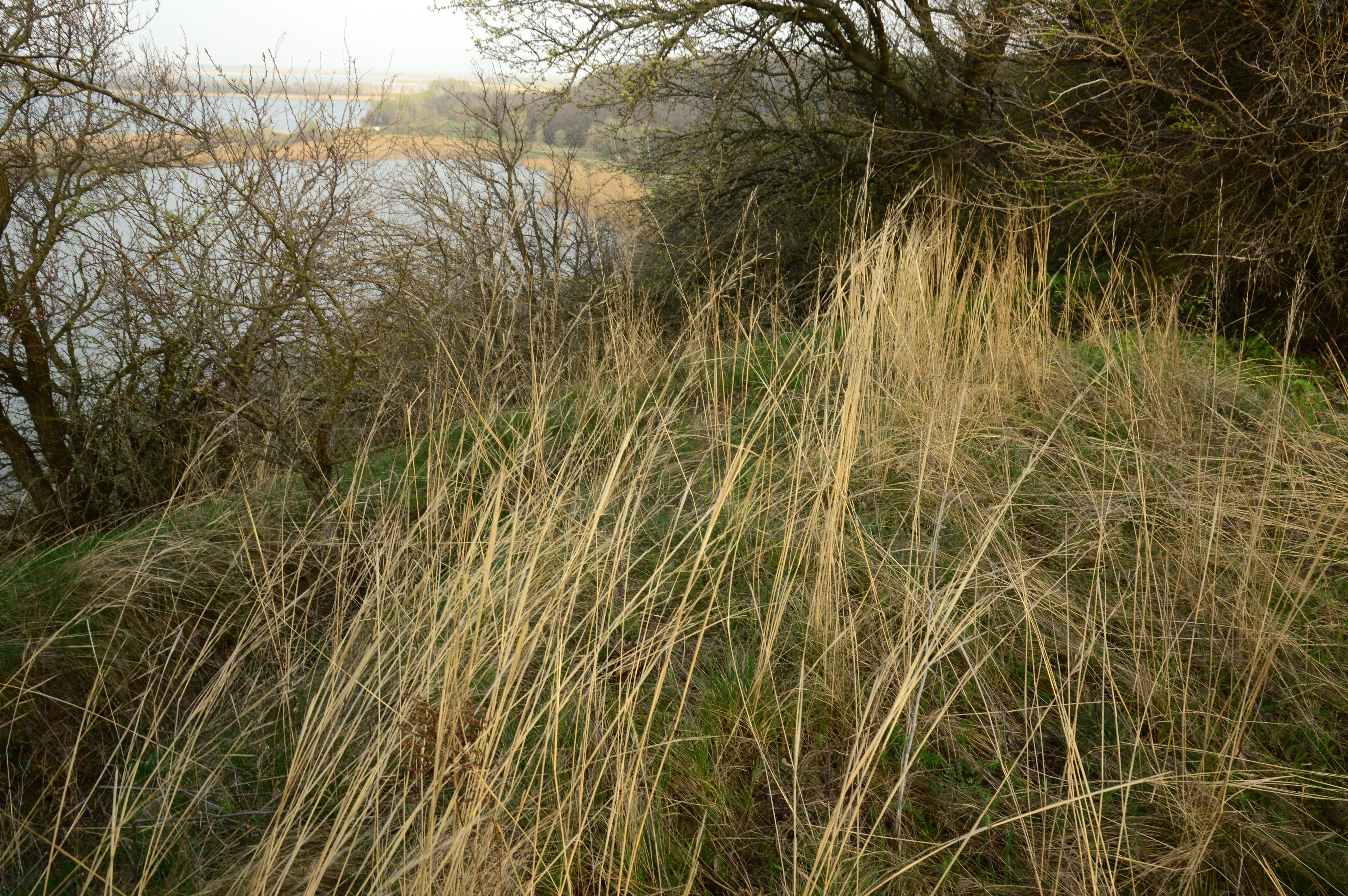
Рештки степової рослинності між деревами на залісеній ділянці

## Рослинність урочища Джулайка

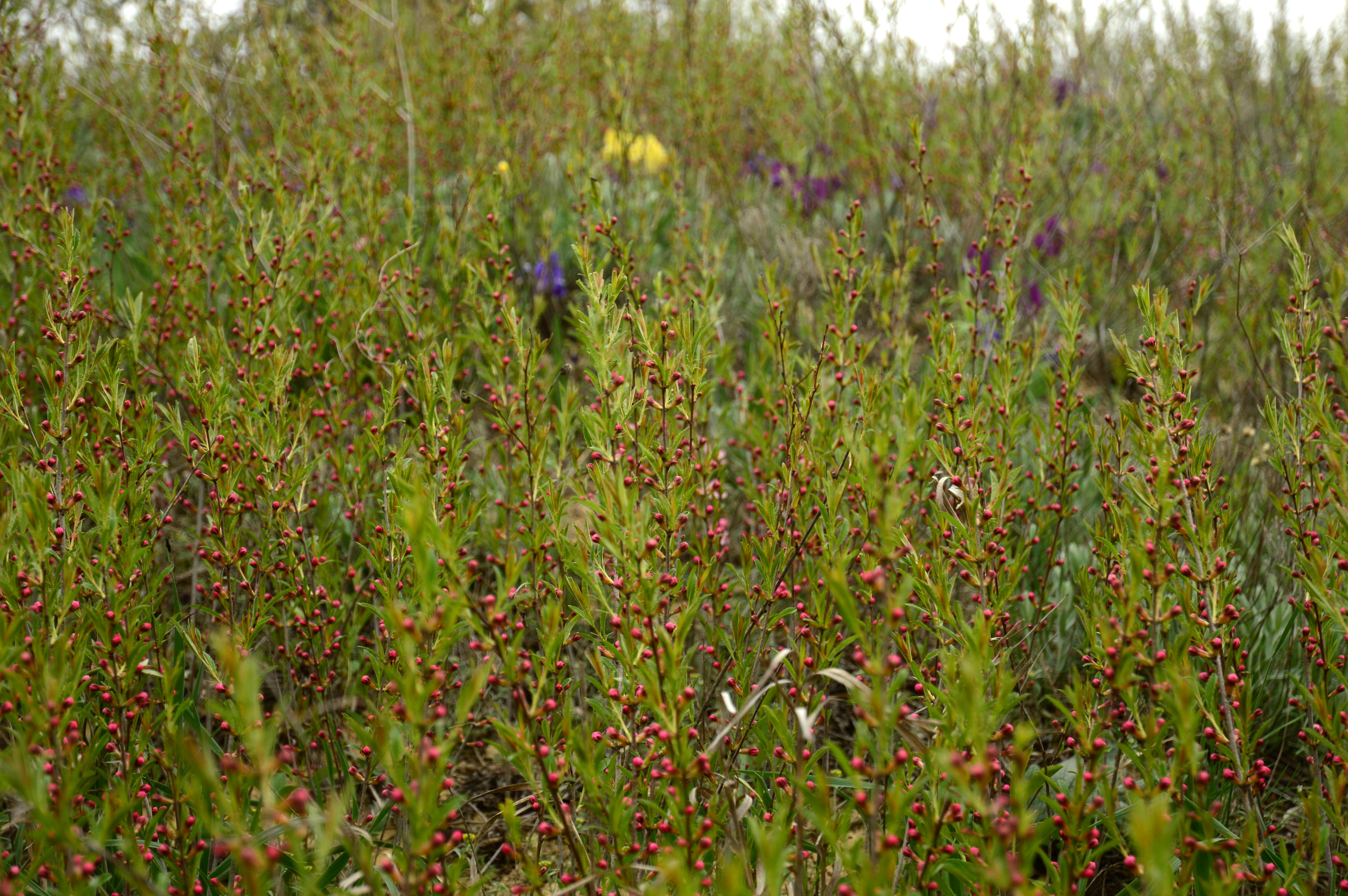
Зарості степового мигдалю
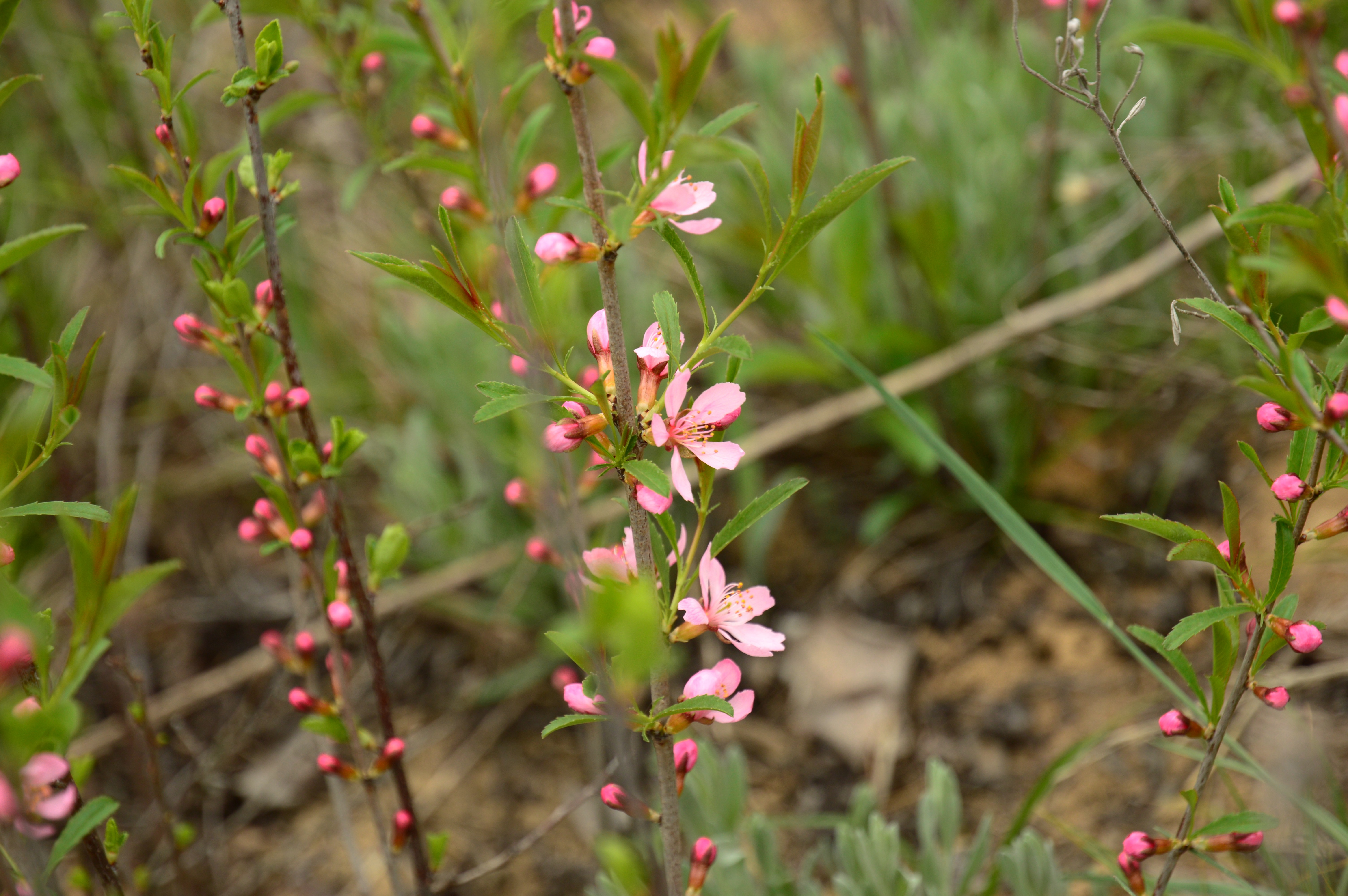
Степовий мигдаль
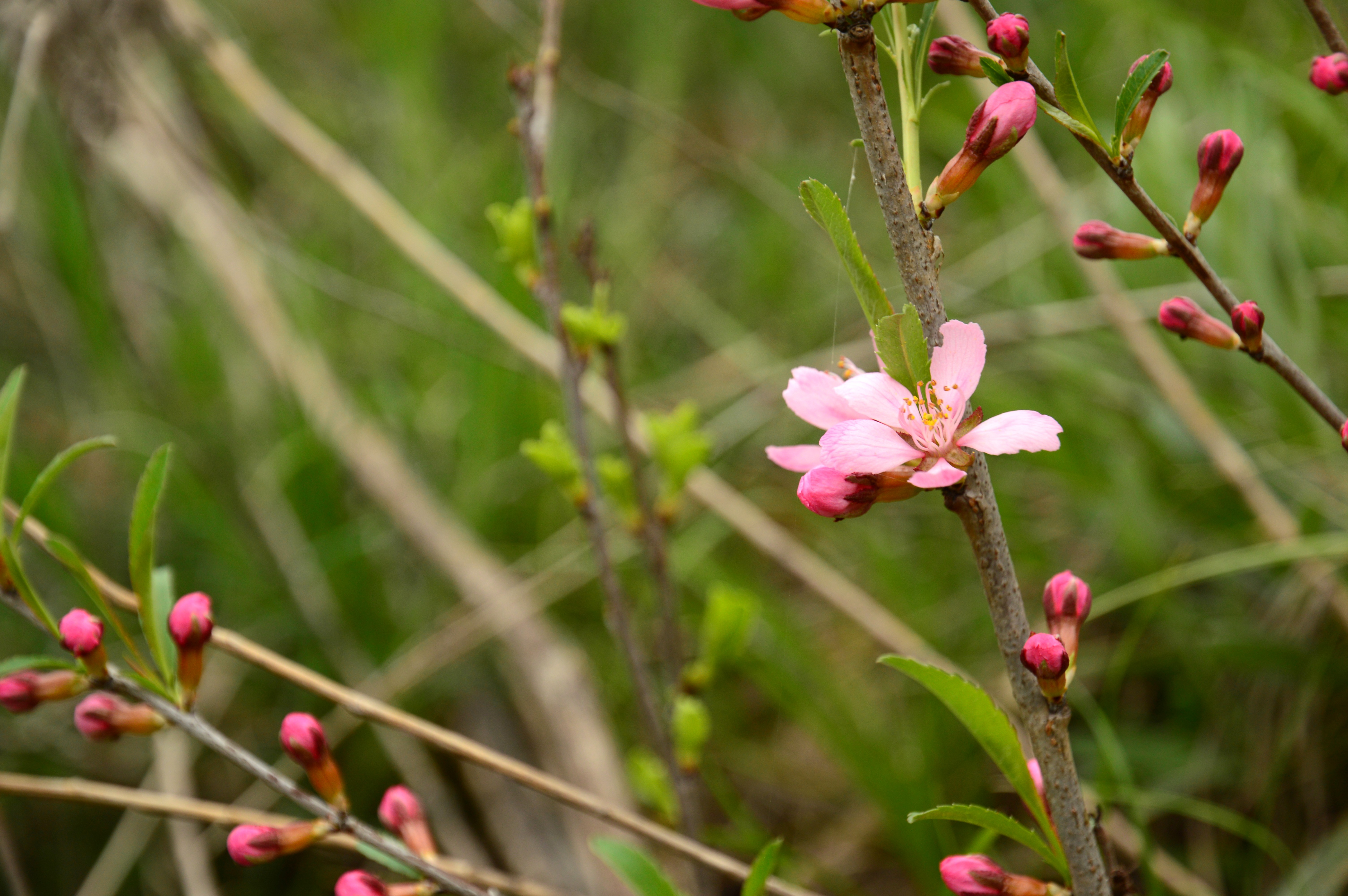
Квітка степового мигдалю
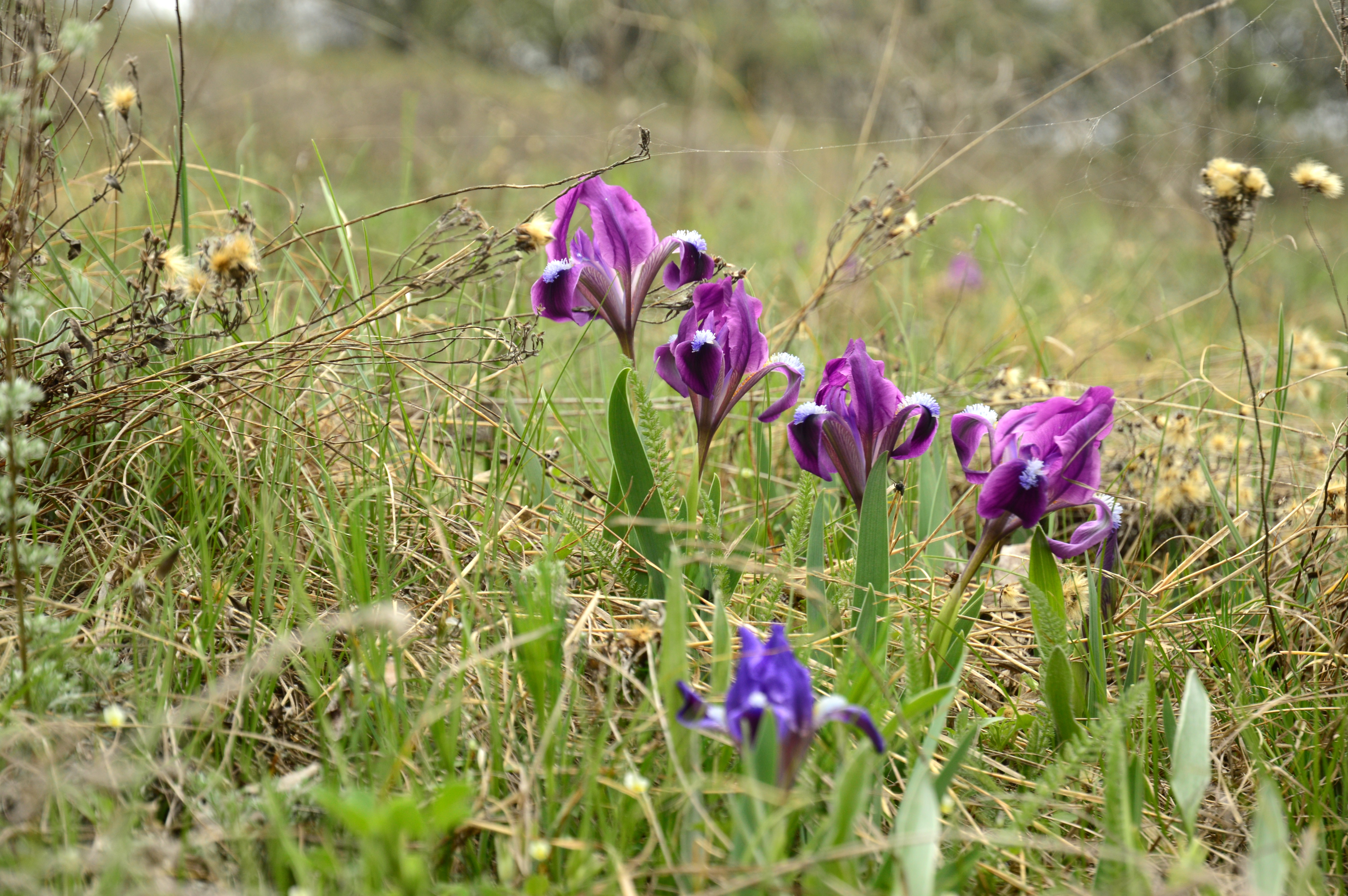
Півники карликові
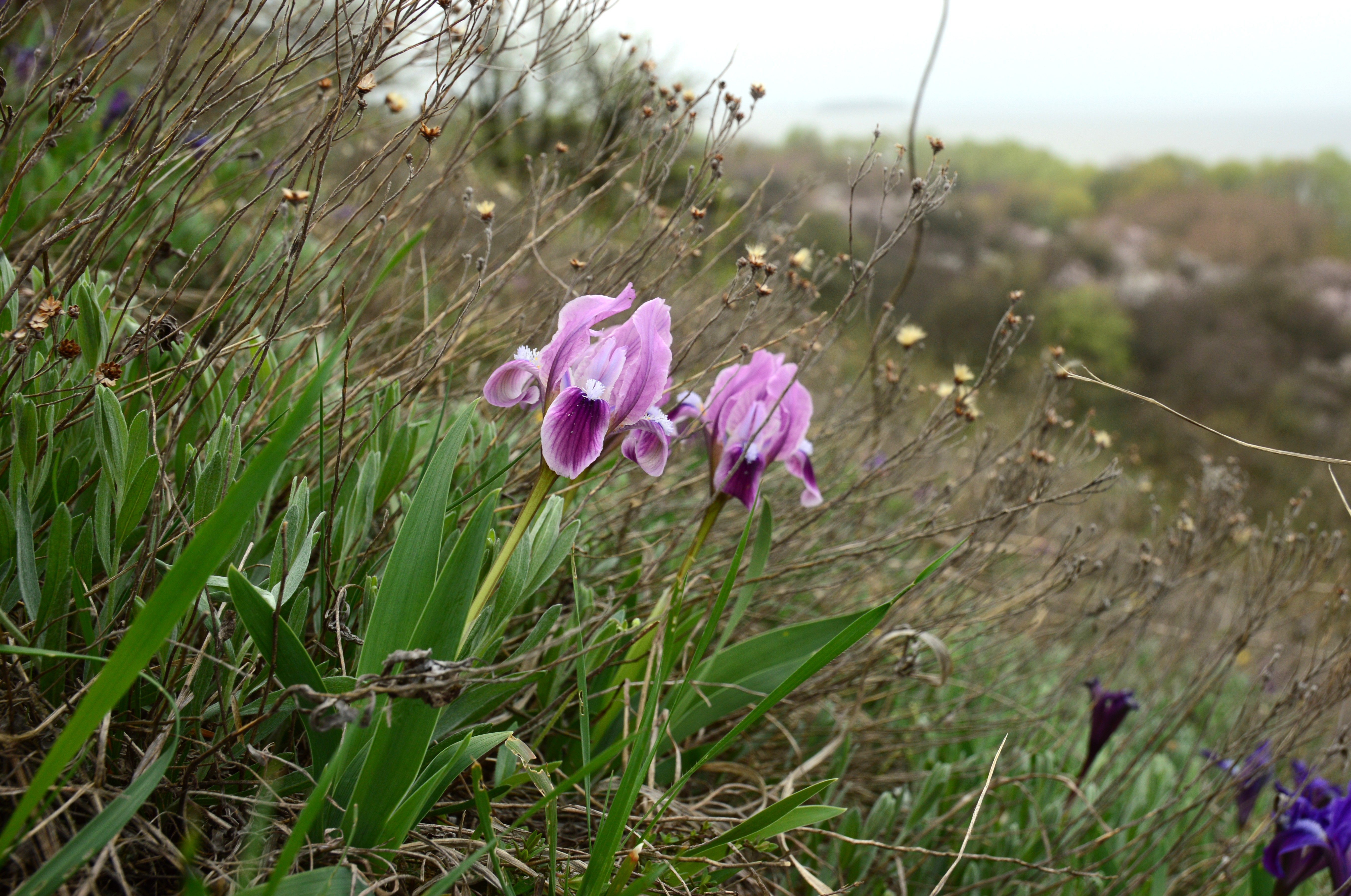
Півники карликові
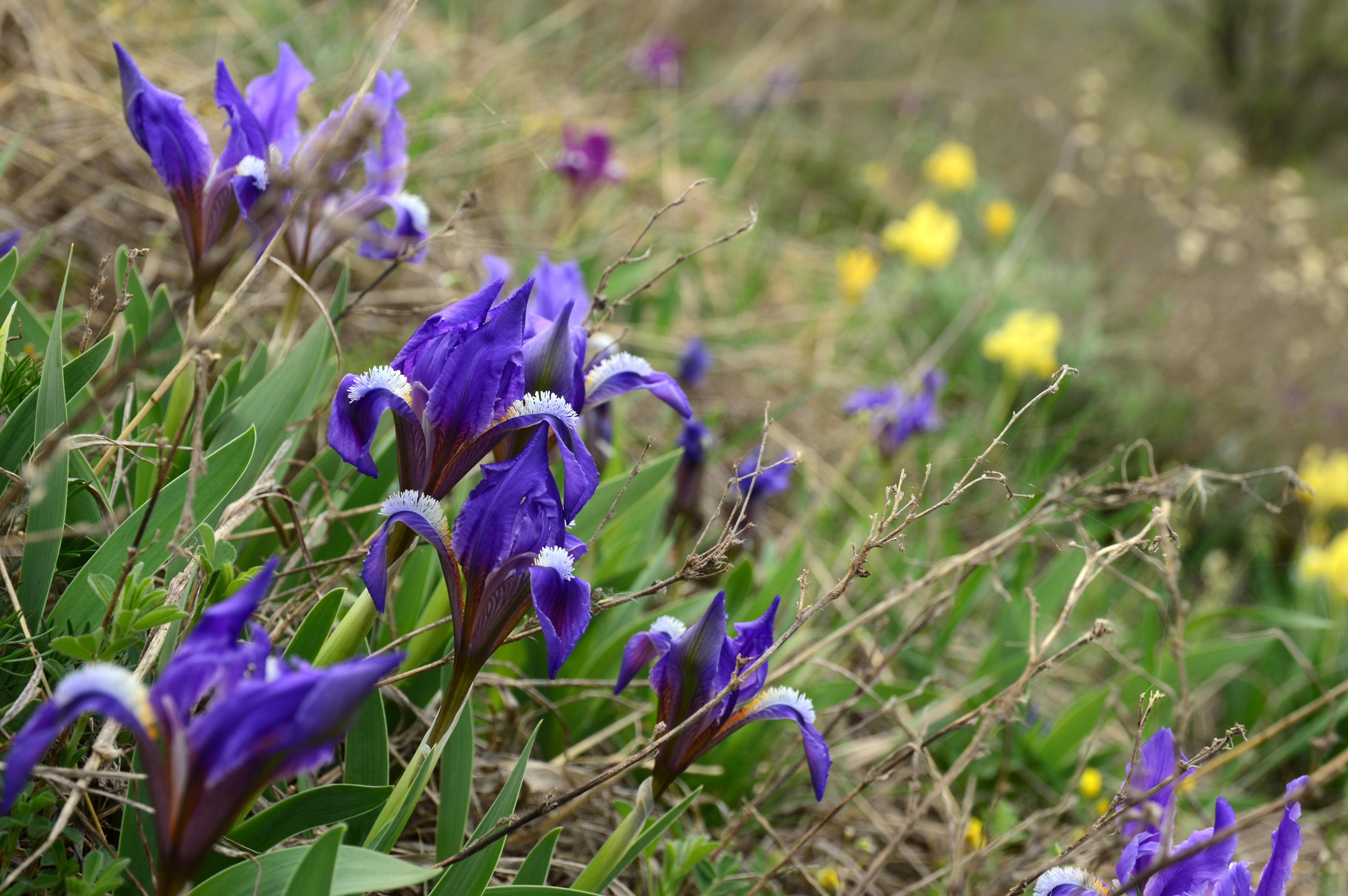
Різнокольорові півники
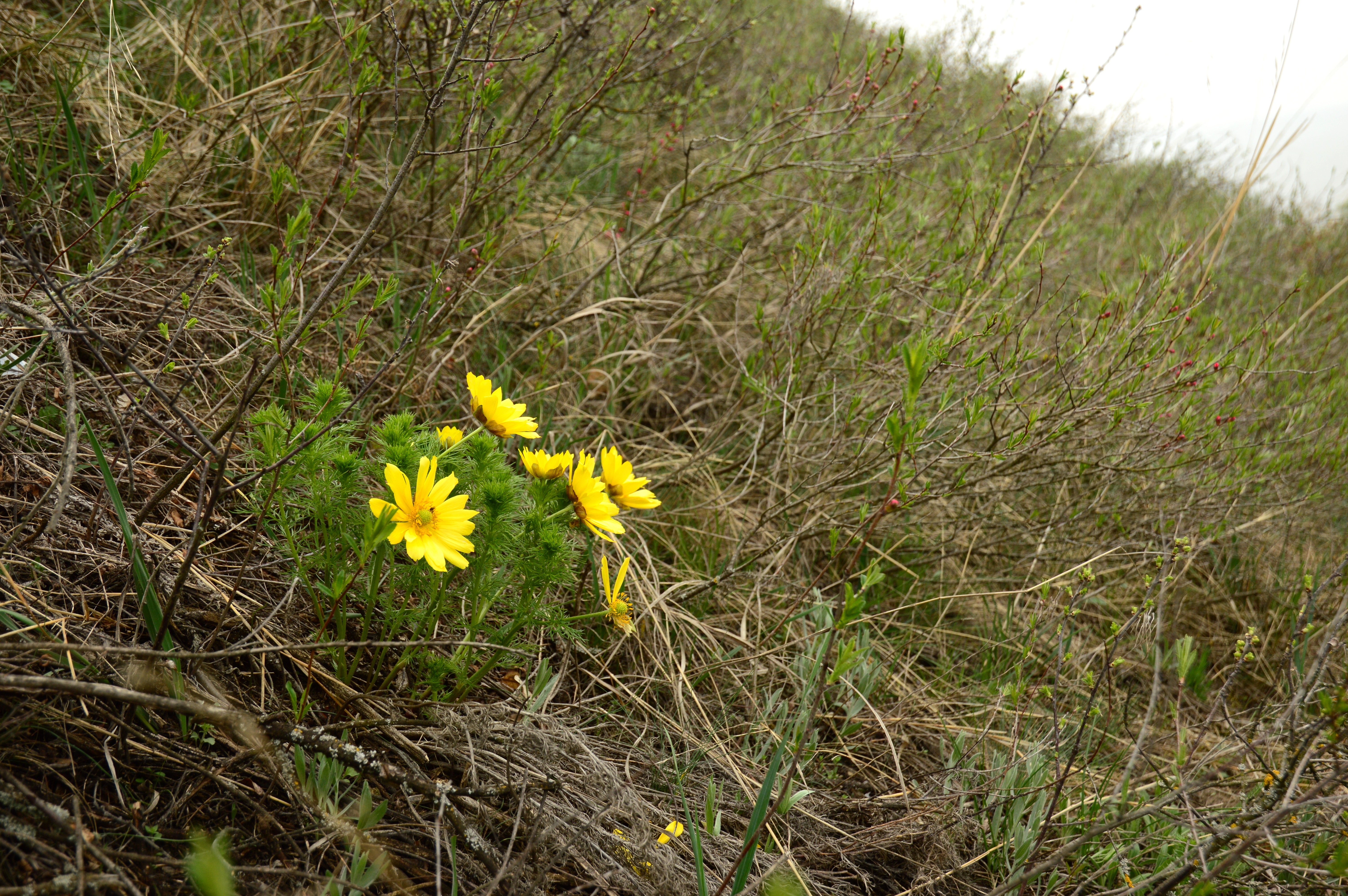
Горицвіт весняний
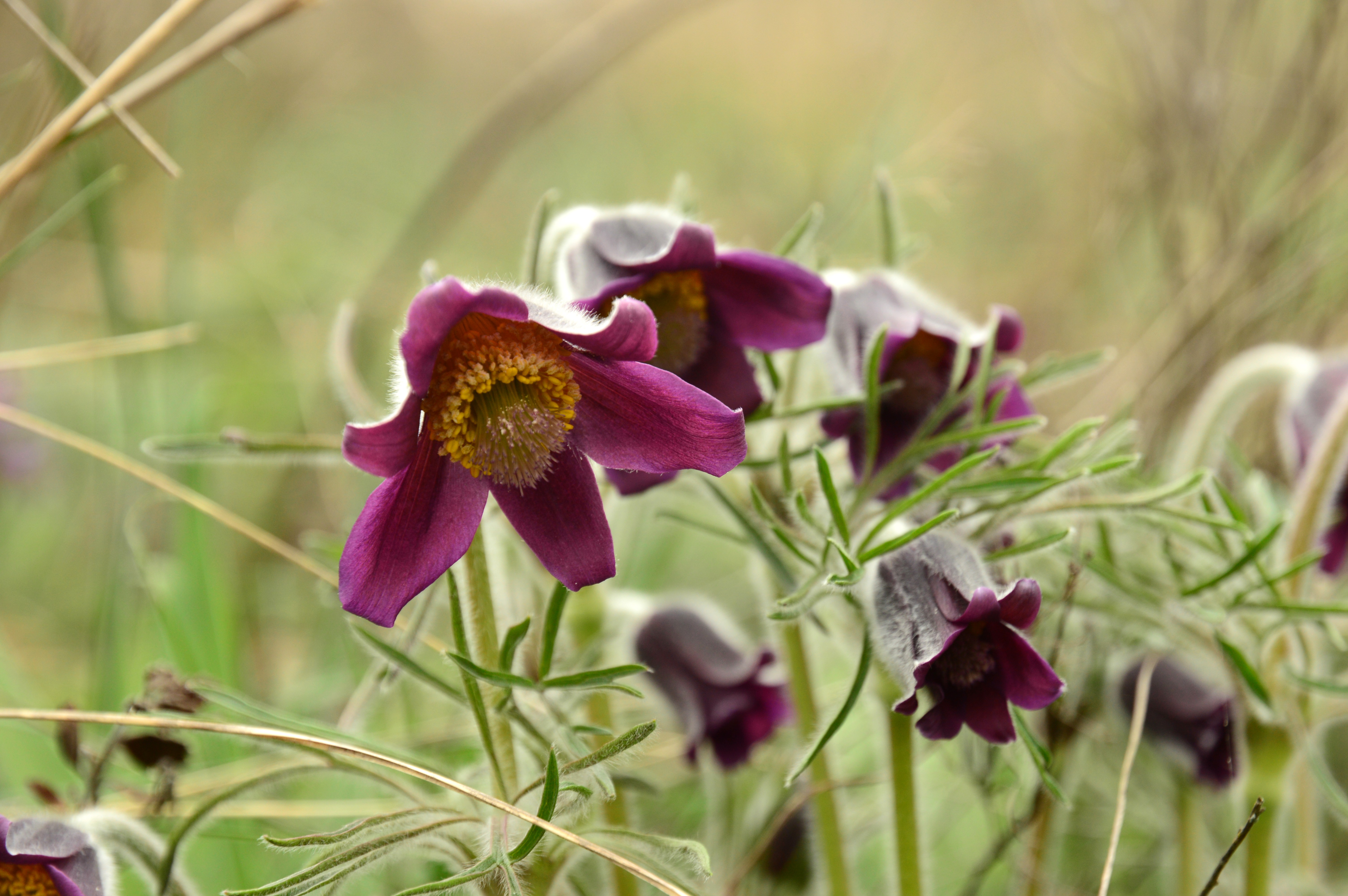
Сон
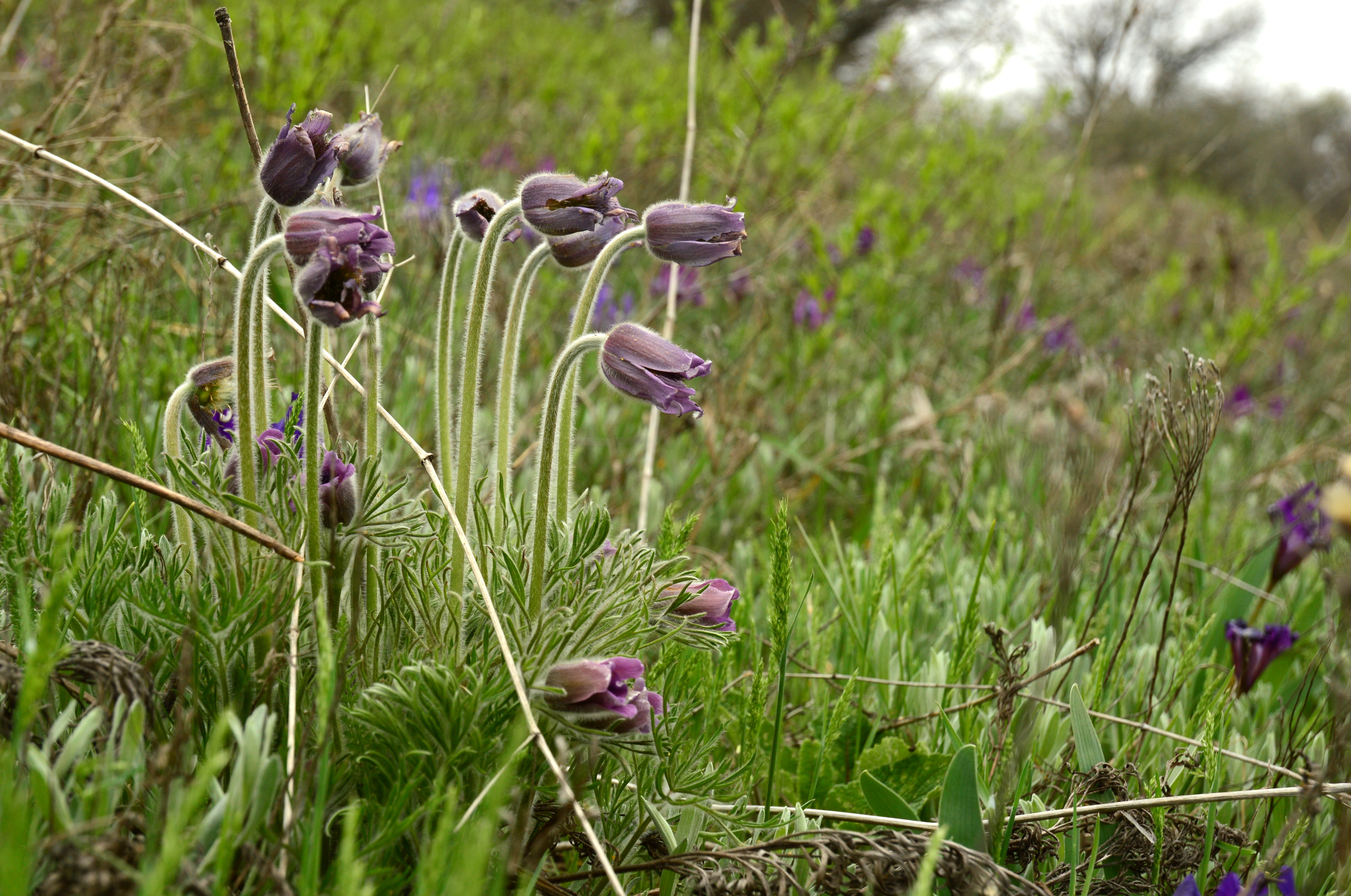
Сон лучний
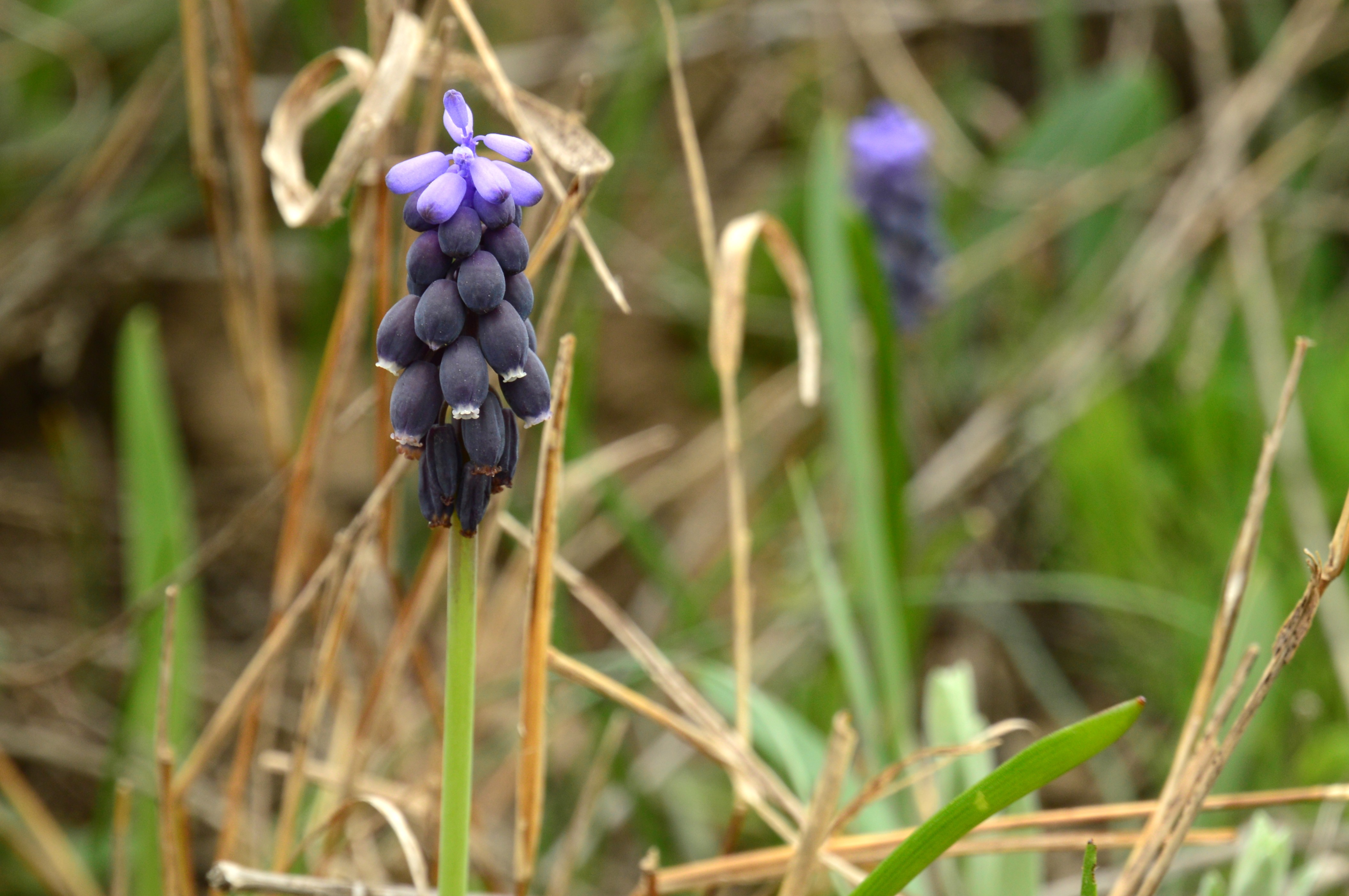
Гадюча цибулька занедбана
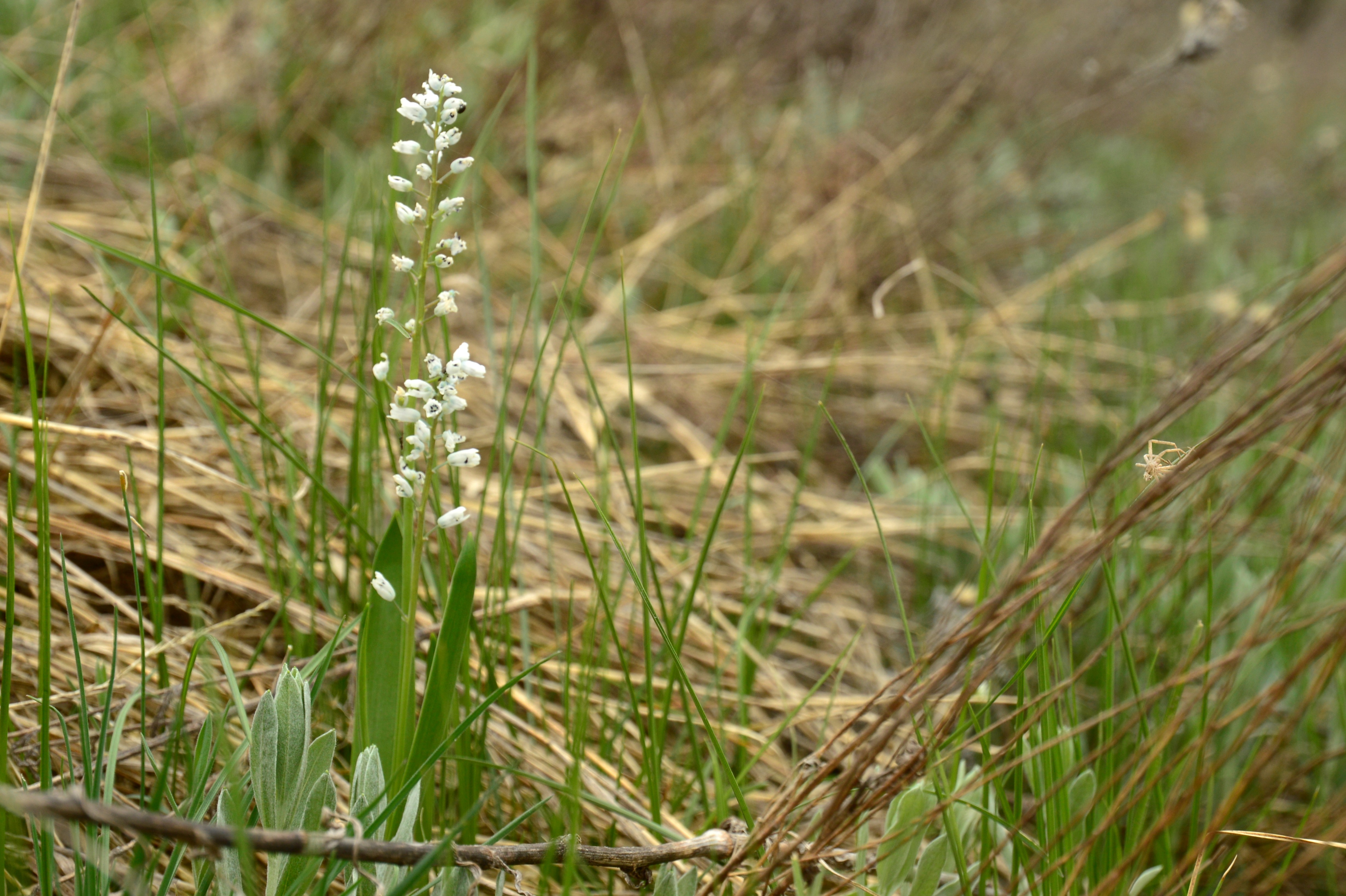
Гіацинтик блідий